# 小野忠重
小野 忠重（おの ただしげ、1909年1月19日 - 1990年10月17日）は日本の版画家。版画史や古地図、浮世絵の研究者でもある。
1932年から藤牧義夫らとともに「新版画集団」（その後、造形版画協会に名称変更）を結成。失踪した藤牧が最後に会った人物としても知られる。

## 経歴
東京府東京市本所区（現・東京都墨田区）の向島小梅一丁目の酒屋の子として生まれる。
1924年、蒼原会に加入、白日会第2回展に出品。
1927年、早稲田実業学校卒業。在学中から卒業まで本郷絵画研究所に学ぶ。卒業後は絵描きになりたいと思いつつも、建築資材の商店で働いたり、小説家、俳優、代用教員の道を模索したりもするも叶わず、家業の酒屋を手伝う。
1929年、日本プロレタリア美術家同盟主催の第2回プロレタリア美術展に油彩と版画を出品。
1930年、プロレタリア美術展に油彩と版画を出品。このとき同じく出品していた黒澤明のポスターが治安当局により撤回させられる。
1931年、プロレタリア美術展に連作「三代の死」出品（ただし展覧会目録に出品の記載なく、没後に回顧展を開いた町田市立国際版画美術館学芸員らに否定されている）。
1932年、日本版画協会第2回展に出品。藤牧義夫らと「新版画集団」を創立。
1933年、「死を回る人々」制作。
1936年、日本版画協会主催の「欧米巡回展」の出品作品に選定される。第1回版画協会賞受賞。同年、新版画集団を解散し、「造形版画協会」を設立。
1939年、法政大学高等師範部国語漢文科入学。
1940年、紀元2600年奉祝美術展に出品。
1941年、戦争により法政大学高等師範部を繰り上げ卒業し、岡山の素封家の娘である後妻と美術系出版社「双林社」設立。
1942年、民間の国策団体を統括指導する「南洋団体連合会」に勤務。
1945年、召集されるも2週間で兵役解除となり、後妻の実家がある津山に疎開。
1948年、第2回日本アンデパンダン展（日本美術会主催）出品。
1956年、初めて個展を開く。
1957年、第1回東京国際版画ビエンナーレ展出品。
1960年、「工場」を制作。
1961年、ソ連で初めての現代日本版画展に招待される。帰国後、エッセイ「ソ連の美術館」、「ソヴィエットの日本画」を『三彩』に掲載。
1963年、東京藝術大学版画研究室の講師となる（1977年まで）。
1966年1月、「版画・戦後20年の歩み」を『みづゑ』に発表。「日本の木版技術と複製」を『東京藝術大学美術学部紀要』(通号 2)に掲載。
1967年、「民衆版画考」を『東京藝術大学美術学部紀要』(通号3)に掲載。
1968年、第6回東京国際版画ビエンナーレ展諮問委員を委嘱。
1970年、装幀に関する研究成果として、「本の美術史」の連載を『三彩』で開始。
1972年、第7回東京国際版画ビエンナーレ展諮問委員を委嘱される
1979年、紫綬褒章を受章。新版画集団時代の画友・藤牧義夫の遺作展に所有の藤牧作品とされる版画85点を出品。
1989年、『小野忠重と「新版画」の作家たち展』（神奈川県立近代美術館）開催。小野にとって公立美術館での初の展覧会となった。
1990年10月17日、肺炎のため東京警察病院で死去。
1994年10月16日、東京都杉並区に小野忠重版画館開館。
2009年10月3日～11月23日、生誕100年記念の展覧会「小野忠重展 昭和の自画像」が町田市立国際版画美術館で開催。

## 主な著作

### 画集・図録
- 『小野忠重版画集』（久保貞次郎編、形象社、1977年）
- 『小野忠重と「新版画」の作家たち展』（神奈川県立近代美術館、1989年）
- 『小野忠重木版画展』（町田市立国際版画美術館、1993年）
- 『小野忠重全版画』（求龍堂、2005年）
- 『小野忠重展』（町田市立国際版画美術館、2009年）

### 版画手引き書
- 『新理念版画の技法』（芸術学院出版部、1942年）
- 『版画読本』（造型版画協会、双林社、1942年）
- 『現代版画の技法』（ダヴィッド社、1956年）
- 『版画技法ハンドブック』（ダヴィッド社、1960年）
- 『版画事典』（ダヴィッド社、1971年）
- 『版画入門』（大日本図書、1974年）
- 『木版画入門』（美術出版社、1977年）

### 美術解説書
- 『日本の銅版画と石版画』（双林社、1941年）
- 『銅版東海道五十三駅』（安田雷洲、造型版画協会編「解説」所収、双林社、1943年）
- 『支那版画叢攷』（双林社、1944年）
- 『版画の歴史』（東峰書房、1954年）
- 『魯迅選集 別巻』（エッセイ「魯迅と版画」所収、岩波書店、1956年）
- 『木版画』（美術出版社、1956年）
- 『版画アルバム』（ダヴィッド社、1957年）
- 『版画』（ダヴィッド社、1958年）
- 『版画』（岩波新書、1961年）
- 『日本版画美術全集 第7巻 現代版画 第1(明治-昭和) 』（講談社、1962年）
- 『版画』（社会思想社、1964年）
- 『日本の石版画』（美術出版社、1967年）
- 『近代日本の版画』（三彩社、1971年）
- 『版画の魅力』（新日本出版社、1971年）
- 『近代日本の版画』（三彩社、1974年）
- 『明治の石版画』（岩崎美術社、1978年）
- 『版画の青春』（形象社、1978年）

### 翻訳
- 『ドガ』（ヴオラアル著 鈴木健夫との共訳 双林社、1943年）